# Boom (canção de Anastacia)
"Boom" é uma canção da cantora pop Anastacia, que apenas foi lançada na Austrália, Europa e Ásia. Foi uma canção oficial da FIFA World Cup em 2002. Foi incluída no segundo álbum de estúdio da cantora Freak of Nature e na trilha sonora The Official Album of the 2002 FIFA World Cup. Foi escrito pela própria cantora e por Glen Ballard, que também produziu a canção.

## Videoclipe
Foi dirigido por Marcos Siega, o vídeo musical de "Boom" foi gravado em Londres em 2002. Foi incluindo também no primeiro álbum de vídeo de Anastacia, The Video Collection.
No início do vídeo, um carro é conduzido e o rádio do mesmo toca a canção "One Day In Your Life". Depois o carro para e no céu é visível um flash de luz. Depois a canção começa com a cantora a fazer uma actuação perante uma multidão de pessoas. Durante o vídeo, vai chegando pessoas à festa.

## Faixas e formatos
- Australiano single

1. "Boom" [Versão do Álbum] 3:19
2. "Boom" [M*A*S*H Radio Mix] 3:04
3. "Boom" [Thunderpuss Radio Mix] 3:23
4. "Boom" [M*A*S*H Master Mix] 6:54
5. "Boom" [Thunderpuss Club Mix] 10:52

- Australiano promocional single

1. "Boom" [Versão do Álbum] 3:19
2. "Boom" [M*A*S*H Radio Mix] 3:04
3. "Boom" [Thunderpuss Radio Mix] 3:23

- Europeu CD 1

1. "Boom" [Versão do Álbum] 3:19
2. "Boom" [Almighty Radio Edit] 4:03
3. "Boom" [M*A*S*H Radio Mix] 3:04
4. "Boom" [Thunderpuss Club Mix] 10:52
5. "Boom" [Enhanced Video]

- Europeu CD 2

1. "Boom" [Versão do Álbum] 3:19
2. "Boom" [Almighty Radio Edit] 4:03
3. "Boom" [M*A*S*H Radio Mix] 3:04
4. "Boom" [M*A*S*H #2 Radio Mix]
5. "Boom" [Thunderpuss Club Mix] 10:52

- Alemão single

1. "Boom" [Versão do Álbum] 3:19
2. "Boom" [Almighty Radio Edit] 4:03
3. "Boom" [M*A*S*H Radio Mix] 3:04
4. "Boom" [Thunderpuss Club Mix] 10:52
5. "Boom" [Vídeo]

- Japonês CD single

1. "Boom" [Versão do Álbum] 3:19
2. "Paid My Dues" [Versão do Álbum] 3:22

- Singapore promocional single (Includes enhanced CD-ROM section)

1. "Boom" [Album Version] 3:19
2. "One Day in Your Life" [Versão do Álbum] 3:29
3. "Charged Up" (por Leon Lai)

- Reino Unido CD single

1. "Boom" [Versão do Álbum] 3:19
2. "Boom" [M*A*S*H Master Mix] 6:54
3. "Boom" [M*A*S*H Club Mix]
4. "Boom" [Vídeo]

- Reino Unido promocional single

1. "Boom" [Versão do Álbum] 3:19
2. "Boom" [Almighty Radio Edit] 4:03

- Reino Unido 12" promocional single (M*A*S*H Mixes)

1. "Boom" [M*A*S*H Master Mix] 6:54
2. "Boom" [M*A*S*H Club Mix]

- Reino Unido 12" promocional single (Mixes)

1. "Boom" [Almighty Mix]
2. "Boom" [Thunderpuss Club Mix] 10:52

- Reino Unido 12" duplo promocional single

Disco 1
1. "Boom" [M*A*S*H Master Mix] 6:54
2. "Boom" [M*A*S*H Club Mix]

Disco 2
1. "Boom" [Almighty Mix]
2. "Boom" [Thunderpuss Club Mix] 10:52

## Desempenho

### Posições
| Tabelas musicais (2002)           | Melhor posição |
| --------------------------------- | -------------- |
| Australia Top 40                  | 23             |
| Austria Top 40                    | 37             |
| Belgium Singles Ultratop 50 Chart | 6              |
| Netherlands Top 40                | 40             |
| Finland Top 20                    | 19             |
| German Top 100                    | 35             |
| Greece Top 50                     | 19             |
| Italian Singles Chart             | 10             |
| Portugal Top 20                   | 6              |
| Spain Top 20                      | 14             |
| Swedish Singles Chart             | 7              |
| Swiss Singles Chart               | 10             |
| Taiwan Top 10                     | 8              |